# Hoffnungskirche (Magdeburg)
Die Hoffnungskirche ist eine evangelische Kirche im Magdeburger Stadtteil Neustädter See.

## Geschichte
Am Rande des Wohngebietes Neustädter See im Norden Magdeburgs wurde am Erntedanktag 1980 der Grundstein für diese moderne Hallenkirche gelegt.
Am 24. Mai 1984 wurde das Gebäude geweiht, es wurde in einem Sonderbauprogramm mit Unterstützung der EKD errichtet. Der Entwurf stammt von Oberkirchenbaurat Sußmann, das hängende Kruzifix ist ein Werk des Magdeburger Pfarrers Andreas Herbst. 1998 wurde in der Kirche eine Orgel der Firma Ekkehart Groß aufgestellt, deren Prospekt einem Ginkgoblatt nachempfunden ist und an welcher der Organist nicht mit dem Rücken, sondern mit Blick zur Gemeinde sitzt.

## Bauwerk
Die Hoffnungskirche fällt durch ihre moderne Architektur auf, die von dem zeltartigen Dach bestimmt wird. Auf der 16 Meter hohen Dachspitze steht ein Edelstahl-Kreuz mit zwei kreuzweise angeordneten Querbalken, so dass es aus allen Himmelsrichtungen als Kreuz zu sehen ist. Vor der Kirche steht der hölzerne Glockenturm. Die zwei darin befindlichen Glocken wurden aus den im Zweiten Weltkrieg zerborstenen Glocken von St. Petri gegossen. Im Innern der Kirche sind Originalsteine zerstörter Kirchen Magdeburgs eingelassen.

## Kultur

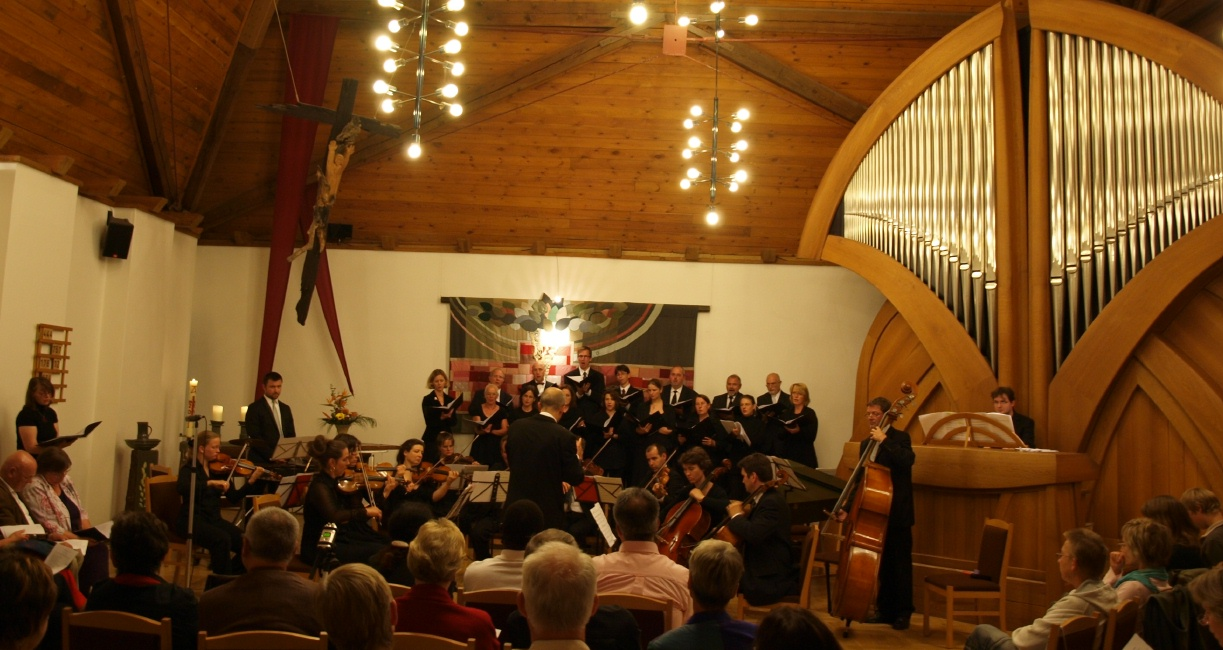
Der Innenraum der Kirche mit Orgel – aufgenommen während eines Konzertes des Kammerchores der Biederitzer Kantorei

In der Kirche finden regelmäßig Konzerte statt, die vom Konzertverein der Hoffnungsgemeinde organisiert werden. Künstlerischer Leiter des Konzertvereins ist Michael Scholl. Jährlich findet hier das Benefizkonzert für ein ausländerfreundliches Magdeburg statt, welches traditionell von der Biederitzer Kantorei gestaltet wird.